# Стенкіни
Стенкіни (пол. Stękiny, нім. Stenhinen) — село в Польщі, у гміні Йонково Ольштинського повіту Вармінсько-Мазурського воєводства.
Населення — 228 осіб (2011).

## Демографія
Демографічна структура станом на 31 березня 2011 року:
|          | Загалом | Допрацездатний вік | Працездатний вік | Постпрацездатний вік |
| -------- | ------- | ------------------ | ---------------- | -------------------- |
| Чоловіки | 116     | 20                 | 84               | 12                   |
| Жінки    | 112     | 21                 | 75               | 16                   |
| Разом    | 228     | 41                 | 159              | 28                   |